# Estero Chimbarongo
Estero Chimbarongo är ett vattendrag i Chile.   Det ligger i regionen Región de O'Higgins, i den södra delen av landet, 140 km sydväst om huvudstaden Santiago de Chile.
Trakten runt Estero Chimbarongo består till största delen av jordbruksmark. Runt Estero Chimbarongo är det ganska tätbefolkat, med 100 invånare per kvadratkilometer.